# 根本りつ子
根本 りつ子（ねもと りつこ、本名；根本 律子、1959年〈昭和34年〉4月19日 ‐ ）は、日本の女優。身長164cm、体重48kg。血液型はAB型。特技は剣道、絵画。本名で芸能活動していた時期もある。愛称は「りっちゃん」。
東京都出身。川崎市立橘高等学校卒業。

## 人物・来歴
高校卒業後にモデルやナレーターをしていた。
1982年、ポーラテレビ小説のヒロインを務める。
1987年4月に現在の芸名に改名。
長らく、森繁久彌や竹脇無我との共演が多かった。
2016年3月に結婚。9月8日放送のトーク番組『徹子の部屋』で公表した（夫は会社役員で「愛猫が死んだ後、1人で食事していた店で知り合った」と2020年1月12日放送のBSテレ東のゴルフ侍、見参!で語っていた）。

## 出演

### テレビドラマ
NHK
- みちしるべ（1983年3月12日） - 野瀬和子 役
- 八代将軍吉宗（1995年） - 蓮浄院 役
- 元禄繚乱（1999年） - いく 役
- 大岡越前 (2013年のテレビドラマ)（2014年） - お千代 役
- 神谷玄次郎捕物控2（2015年） - おすわ 役

日本テレビ
- 長七郎江戸日記（1983年） - 伊曽の局 役
- 太陽にほえろ! 第592話「空白0.5秒」（1984年） - 野村ユミ 役
- 八百八町夢日記（1989年） - おはん 役
- 愛情物語（1992年） - 水島（高津）美千子 役
- 火曜サスペンス劇場
  - 「盲人探偵・松永礼太郎」（1994年）
  - 「監察医・室生亜季子16」（1994年） - 小沢道代 役
  - 「街の医者・神山治郎8」（2005年） - 小川聡美 役

TBS
- ポーラテレビ小説「女・かけこみ寺」（1982年） - 淡島屋みずほ 役
- 水戸黄門（C.A.L）
  - 第14部 第10話「初春格さん仇討ち相撲 -青森-」（1984年1月2日） - お久美 役
  - 第15部 第7話「無法を砕く大草原の血闘 -阿蘇-」（1985年3月11日） - 芳乃 役
  - 第16部 第5話「花嫁は免許皆伝 -藤枝-」（1986年5月26日） - 絹江 役
  - 第18部 第21話「化け猫の仇討ち -久留米-」（1989年2月6日） - 加津 役
  - 第22部 第23話「悪計暴いた備前焼 -岡山-」（1993年10月18日） - おゆう 役
  - 第23部 第2話「育ての父は鷹匠 -大宮-」（1994年8月8日） - 千加 役
  - 第24部 第22話「冤罪晴らす復讐の刃 -敦賀-」（1996年2月19日） - 美佐 役
  - 第28部 第6話「父子で描く名人芸 -掛川-」（2000年4月17日） - お静 役
  - 1000回記念スペシャル（2003年12月15日） - 駒吉 役
  - 第36部 第7話「狙われた百万石の婚礼 -金沢-」（2006年9月4日） - さと 役
  - 第42部 最終話「お命頂戴！御老中 -江戸-」（2011年3月21日） - 華仙 役
  - 最終回スペシャル（2011年12月19日） - お路 役
- 女7人あつまれば（1982 ‐ 1983年） ‐ 渡辺春子 役
- 大岡越前（C.A.L）
  - 第7部～第14部、ナショナル劇場50周年記念特別企画スペシャル（1983 - 2006年） - 川本志保 役
  - 第7部 第15話「怨念秘めた唐人剣」（1983年8月1日） - 雪之助 役 ※一人二役
- おやじのヒゲ（1986 - 1996年） - 大国冴子 役
- HOTEL (テレビドラマ)（1990年） - 中川直美 役
- 遊の人-天下の御意見番 大久保彦左衛門（1991年） - 志乃 役
- 砂の器（2004年） - クラブ「rain」のママ 役
- ザ・サスペンス
  - 「金田一耕助の傑作推理 ミイラの花嫁」（1983年） - 鮎沢京子 役
  - 「四国連絡特急殺人事件」（1983年） - 伊吹君子 役
- 月曜ドラマスペシャル
- 温泉仲居番頭物語（1990年、TBS）
  - 「検視官江夏冬子3」（1998年） - 村田直子 役
- 月曜ミステリー劇場
  - 「森村誠一サスペンスシリーズ」（2005年） - 中崎響子 役
- 月曜ゴールデン
  - 「十津川警部シリーズ46 特急『草津』殺人迷路」（2012年） - 北川悦子 役
  - 「釣り刑事3」（2012年） - 魚住和代 役
  - 「赤かぶ検事奮戦記5」（2015年） - 江田菊江 役
  - 「刑事夫婦2」（2016年） - 葛城綾 役
  - 「民間科捜研 桐野真衣の殺人鑑定」（2016年） - 飯塚高子 役
- 月曜名作劇場
  - 「十津川警部シリーズ (内藤剛志)6」（2018年） - 高木文子 役

フジテレビ
- 銭形平次 第862話「御定法七十二条添書」（1983年） - お七 役
- 秘剣揚羽蝶 源氏九郎颯爽記（1883年） - 千春 役
- どくろ銭（1884年） - 檜 役
- スタア誕生（1985年） - 佐野和子 役
- 家族八景（1986年） - 桐生菊子 役
- 若い人（1986年）
- 愛伝説（1987年）
- 御家人斬九郎 第3シリーズ 第4話「三十六人斬り」（1997年） - お力 役
- お望み通りの死体（1987年、関西テレビ制作）
- チーム・バチスタ2 ジェネラル・ルージュの凱旋 （2010年、関西テレビ制作） - 塚田基子 役
- パパがも一度恋をした（2020年） ‐ 持田ともこ 役
- 金曜エンタテイメント
  - 「ニュースキャスター沢木麻沙子2」（1999年） - 浜崎綾子 役
  - 「地獄の花嫁4」（2003年） - 栗木由希子 役

テレビ朝日
- 特捜最前線　第342話　「離婚届けを持つ刑事!」（1983年）
- 暴れん坊将軍II
  - 第41話「嵐を呼んだ身代わり観音」（1983年） - おはつ 役
  - 第76話「才蔵覚悟! 死者からの挑戦」（1984年） - お葉 役
  - 第140話「風雲八ヶ岳、男の祭り唄!」（1986年） - お蝶 役
- 必殺橋掛人 第3話「神田のゆうれい坂を探ります」（1985年） - おりん 役
- ザ・ハングマンV 第1話「人妻がパートでハングマン!?」（1986年） - 清瀬佳代子 役
- 若大将天下ご免!（1987年） - 静江 役
- 代表取締役刑事（1990年） - 斉藤寛子 役
- はぐれ刑事純情派
  - 第7シリーズ（1994年） - 久松亮子 役
  - 第12シリーズ（1999年） - 手嶋梢 役
  - （2002年） - 小野葉子 役
  - （2005年） - 黒河佐代子 役
- その男、副署長〜京都河原町署事件ファイル〜（2008年） - 古賀ゆたか 役
- 京都地検の女（2012年） - 秋本梢 役
- 相棒（2014年） - 小池瑠璃子 役
- 科捜研の女（2016年） - 大文字智美 役
- はじめまして、愛しています。（2016年） - 日陰蘭 役
- ミステリースペシャル「事件18」（2017年） - 狭山絹子 役
- 土曜ワイド劇場
  - 「新妻殺し」（1991年）
  - 「赤かぶ検事奮戦記」（1994年） - 高見沢綾子 役
  - 「西村京太郎トラベルミステリー28」（1995年） - 小寺ゆう子 役
  - 「天才・神津恭介の殺人推理2」（2002年） - 二宮由紀 役
  - 「女警察署長・美佐子」（2003年） - 村田和美 役
  - 「温泉医ぽっかや診療所事件カルテ4」（2004年） - 山岡初美 役
  - 「さくら署の女たち」（2006年） - 杉本園子 役
  - 「鉄道捜査官」（2007年） - 沢田文子 役
  - 「検事・朝日奈耀子」（2009年） - 神崎知子 役
  - 「温泉若おかみの殺人推理」（2012年） - 二宮藤子 役
  - 「逆転報道の女」（2013年） - 青木真由子 役

テレビ東京
- 若き血に燃ゆる〜福沢諭吉と明治の群像（1984年） - 俊 役
- 新・大江戸捜査網 第16話「父子星さすらい旅」（1984年） - 登勢 役
- 僕らプレイボーイズ 熟年探偵社（2015年） - 田浦京子 役
- 水曜ミステリー9
  - 「不倫調査員・片山由美8」（2006年） - 十条徳子 役

### 映画
- 夏の庭 The Friends（1994年） - 木山ともみ 役
- 蟬しぐれ（2005年） - 小柳ます 役

### テレビ番組
- 志村けんのだいじょうぶだぁ
- クイズ!!ひらめきパスワード
- 象印クイズ ヒントでピント：女性軍3枠レギュラー解答者（1988年9月18日（第455回） - 1989年12月24日（第510回））
- 花のNEMOTO組（関西テレビ：関西ローカル）（1994 - 1995年）
- 新京都見聞録
- 土曜スペシャル（旅人として、随時出演）
- 料理天国

### CM
- アヴァンセ「プチシャワーセペ」（1989年）
- 和真 （橋爪功と出演）
- 救心製薬 （滝田栄と共演）
- カルピス （西田敏行と共演）
- ハウス食品
- マルハ（現・マルハニチロ）
- 中国醸造
- レイク 「事前にチェック 気持ちを贈る・家族」編（2008年・夏川純、田山涼成と共演）